# Bhola Paswan Shastri
Bhola Paswan Shastri (Hindi: भोला पासवान शास्त्री; * Juni 1914 in Bairgachhi, Distrikt Purnia, Provinz Bihar und Orissa, Britisch-Indien, heute: Bihar; † 10. September 1984 in Patna, Bihar) war ein indischer Politiker des Indischen Nationalkongresses (INC), der als erster Dalit Chief Minister von Bihar wurde und dieses Amt drei Mal innehatte. Er war zudem Mitglied der Rajya Sabha sowie zwischen 1973 und 1974 Minister für öffentliche Arbeiten, Wohnungsbau und Stadtentwicklung im Kabinett Indira Gandhi II war.

## Leben
Bhola Paswan Shastri, Sohn von Shri Dhusar Paswan, gehört zu den Dalit, den Nachfahren der indischen Ureinwohner Adivasi, die nach der religiös-dogmatischen Unterscheidung im Hinduismus zwischen rituell „reinen“ und „unreinen“ Gesellschaftsgruppen als sogenannte „Unberührbare“ aus dem Kastensystem der kriegerischen indoarischen Einwanderer bzw. Eroberer bis heute oft ausgeschlossen sind. Er besuchte die Kashi Vidyapith, eine 1921 in Varanasi von Bhagavan Das gegründete Privatuniversität. Nach der Unabhängigkeit Indiens vom Vereinigten Königreich wurde er Mitglied der Legislativversammlung (Vidhan Sabha), des Unterhauses des Parlaments des Bundesstaates Bihar. In den Regierungen von Srikrishna Sinha, der ersten Chief Ministers von Bihar von 1947 bis 1961, sowie dessen Nachfolger Binodananda Jha war er zwischen 1947 und 1951 sowie von 1952 bis 1963 Parlamentarischer Sekretär sowie Minister verschiedener Ressorts. Als Nachfolger von Bindeyyeshwari Prasad Mandal von der Soshit Dal wurde er am 23. Februar 1968 als erster Dalit erstmals selbst Chief Minister von Bihar und bekleidete dieses Amt bis zum 28. Juni 1968, woraufhin es zur Einrichtung einer sogenannten Präsidialverwaltung (President’s rule) kam. Am 22. Juni 1969 löste er seinen Parteifreund Harihar Prasad Singh ab und wurde zum zweiten Mal Chief Minister von Bihar. Er blieb aber nur knapp zwei Wochen bis zum 3. Juli 1969 im Amt und wurde daraufhin erneut im Wege einer President’s rule abgelöst. Als Nachfolger von Karpoori Thakur von der Bharatiya Kranti Dal wurde er am 2. Juni 1971 schließlich zum dritten Mal Chief Minister von Bihar. Er bekleidete diesen Posten bis zum 8. Januar 1972 und wurde daraufhin zum dritten Mal im Wege einer Präsidialverwaltung abgelöst.
Am 31. Mai 1972 wurde Shastri für den Indischen Nationalkongresses (INC) Mitglied der Rajya Sabha, des Oberhauses des indischen Parlaments (Bhāratīya saṃsad), dem er zunächst bis zum 2. April 1982 angehörte. Als Nachfolger von Uma Shankar Dikshit übernahm er am 5. Februar 1973 das Amt als Minister für öffentliche Arbeiten, Wohnungsbau und Stadtentwicklung im Kabinett Indira Gandhi II und verblieb auf diesem Posten bis zum 10. Oktober 1974, woraufhin Kotha Raghuramaiah seine Nachfolge antrat. Er war ferner als Nachfolger von Kamalapati Tripathi zwischen dem 24. Februar und seiner Ablösung durch Kamalapati Tripathi am 23. März 1978 als Leader of the Opposition kurzzeitig Oppositionsführer in der Rajya Sabha und wurde im August 1978 Vorsitzender der für Scheduled Castes und Scheduled Tribes zuständigen Kommission für gelistete Kasten und registrierte Stammesgemeinschaften der Regierung Indiens.
Er war mit Shrimati Devaki Devi verheiratet. Ihm zu Ehren wurde das zur Bihar Agricultural University gehörende Bhola Paswan Shastri Agricultural College in Purnia benannt.